# Ruri Rammokolodi
Ruri Rammokolodi (né le 17 novembre 1989) est un athlète botswanais, spécialiste du saut en longueur. 

## Biographie
Il remporte la médaille de bronze du saut en longueur lors des championnats d'Afrique 2016, à Durban. 

### Palmarès
| Date | Compétition            | Lieu   | Résultat | Épreuve          | Temps      |
| ---- | ---------------------- | ------ | -------- | ---------------- | ---------- |
| 2016 | Championnats d'Afrique | Durban | 3e       | Saut en longueur | 7,90 m (w) |

### Records
| Épreuve          | Performance | Lieu     | Date             |
| ---------------- | ----------- | -------- | ---------------- |
| Saut en longueur | 7,77 m      | Windhoek | 18 décembre 2012 |